# Scoparia murificalis
Scoparia murificalis là một loài bướm đêm trong họ Crambidae.